# Altenmarkt am Inn
Altenmarkt am Inn ist ein Gemeindeteil des Marktes Neubeuern im oberbayerischen Landkreis Rosenheim. Der Ort liegt nördlich des Kernortes Neubeuern an der RO 7. Westlich fließen der Sailerbach und der Inn.

## Sehenswürdigkeiten

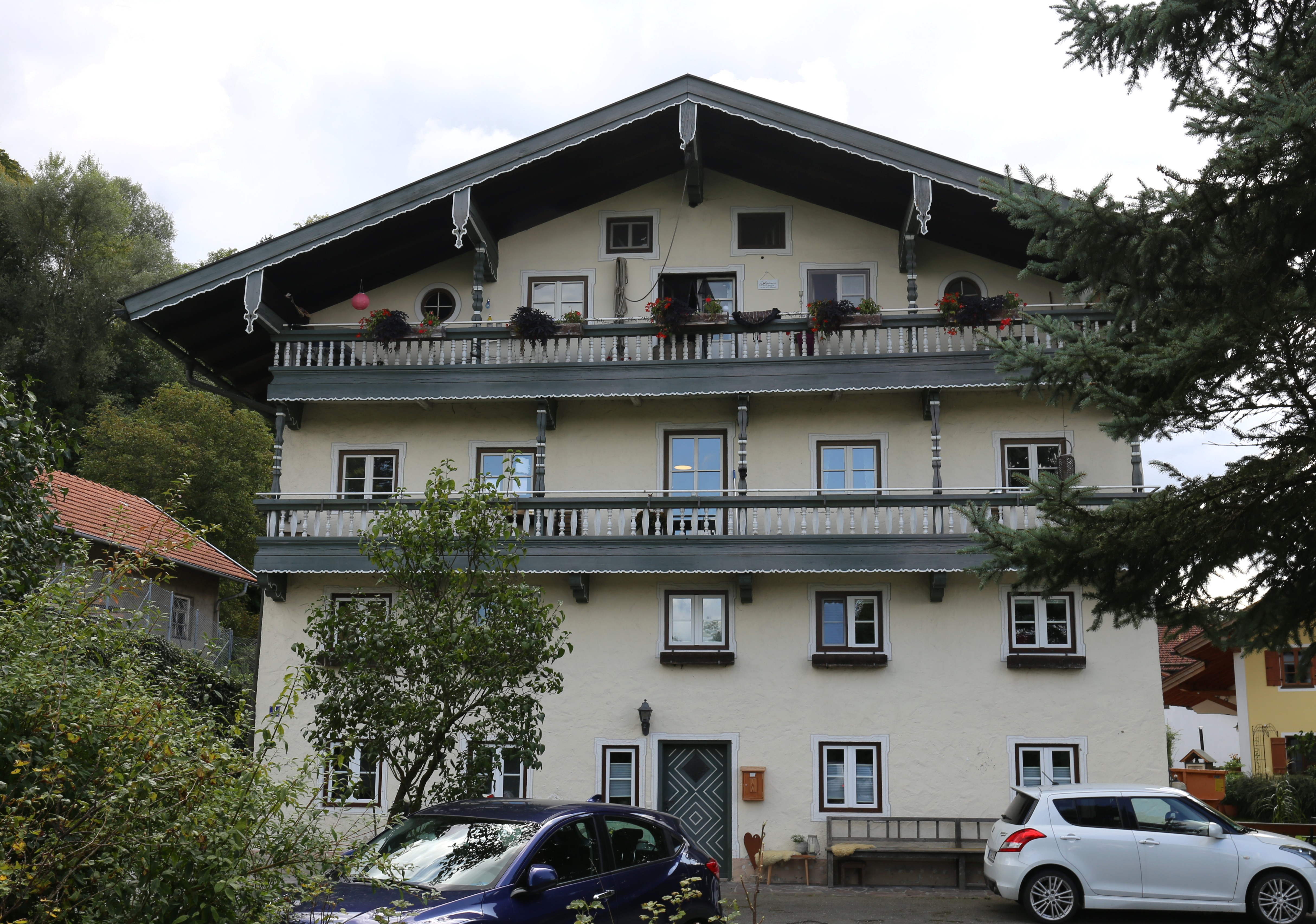
Schopperstraße 3

In der Liste der Baudenkmäler in Neubeuern sind für Altenmarkt am Inn zehn Baudenkmale aufgeführt:
- sechs ehemalige Bauernhäuser (Auerstraße 6, 8 und 10; Rosenheimer Straße 15 und 23; Schopperstraße 3)
- Landhaus (Rosenheimer Straße 1)
- Gasthaus (Rosenheimer Straße 8)
- Ehemaliges Schiffsmeisteranwesen (Sailerbachstraße 50)
- Gedenkstein zur Erinnerung an den Innübergang der französischen Rheinarmee am 8. Dezember 1800 (Roßwöhrstraße)